# Bagajes
Bagajes era el nombre que se le daba a una contribución que debían hacer los pueblos de España por donde transitaban los ejércitos a cambio de un pago regulado.
Los vecinos del pueblo llano de las localidades que yacían en los caminos militares, por donde transitaban las tropas, estaban obligados a acudir con los carros y caballerízas necesarias para la conducción de las ollas, equipajes y enfermos de los regimientos. La ordenanza de 10 de marzo de 1710 señalaba la cantidad que el militar que empleaba el bagaje, debía abonar al dueño y por el artículo 102 de la de intendentes, se les encarga la vigilancia para que las tropas la satisfaciesen antes de salir del pueblo.
Según la ley, estaban exentos de bagajes los nobles, el alcalde, el cura, los regidores, el síndico procurador general, el síndico personero, el alcalde de monte, el celador de los montes, los familiares de la inquisición y los estanqueros. Además del hombre rico que tenía arrendadas sus fincas y por las cuales no pagaba bagaje.

## Crítica
Esta contribución era muy desigual porque la satisfacían solo los pueblos de tránsito, se eximían de ella a los que estaban apartados. Cosa no muy justa ya que el impuesto era para el servicio del ejército, del cual sacaban ventajas todos los pueblos del estado. El gravamen lo sufrían un corto número de poblaciones. Los contribuyentes que tenían la obligación de solventar el impuesto, se hallaban el colono, el pequeño labrador, así como el trajinero, a los cuales el pago les afectaba sobremanera.